# You Like Me Too Much
"You Like Me Too Much" är en sång av The Beatles från 1965. Låten är skriven av George Harrison.

## Låten och inspelningen
Den andra låten av George Harrison som utgavs 1965 och dittills den tredje av honom som Beatles släppte. En del bedömare har pekat på att texten dock inte var särskilt genomarbetad och då inspelningsschemat var pressat så drog man igenom låten ganska snabbt, 17 februari 1965. Låten kom med på LP:n Help!, som utgavs i England 6 augusti 1965 medan den i USA kom med på plattan "Beatles VI" som utgavs 14 juni 1965. 